# Andrzej Jamrozek
Andrzej Jamrozek (ur. 30 września 1953 w Słupsku, zm. 25 kwietnia 2011) – polski urzędnik państwowy, samorządowiec i inżynier, w latach 1994–1997 wicewojewoda wrocławski, były prezes Agencji Mienia Wojskowego.

## Życiorys
Działał w Zrzeszeniu Studentów Polskich. Absolwent Wydziału Podstawowych Problemów Techniki Politechniki Wrocławskiej. W latach 1981–1990 prowadził hodowlę zwierząt futerkowych, pracował też m.in. jako monter i nauczyciel. Potem od 1991 do 1992 kierował Wrocławskim Klubem Przedsiębiorczości.
Był członkiem Unii Demokratycznej i Unii Wolności, w 1991 kierował sztabem wyborczym UD we Wrocławiu. Od 1992 do 1994 pełnił funkcję wicewojewody wrocławskiego. Działał we wrocławskim samorządzie, należał m.in. do zarządu miasta. W 1998 bez powodzenia kandydował do rady miejskiej z listy Wrocław 2000 Plus Bogdana Zdrojewskiego, zaś w 2002 – do sejmiku dolnośląskiego z listy Unii Samorządowej. Od 1998 do 2001 pozostawał prezesem Agencji Mienia Wojskowego, potem do 2005 pracował we wrocławskim oddziale AMW. W 2004 był tymczasowo aresztowany w związku z zarzutami korupcyjnymi, wyszedł wówczas na wolność za kaucją. Zmarł przed końcem procesu, w którym był oskarżony.
Został pochowany na Cmentarzu Świętej Rodziny we Wrocławiu. Odznaczony Krzyżem Kawalerskim Orderu Odrodzenia Polski za wybitne zasługi w działalności na rzecz rozwoju społeczności lokalnej (2001).